# Формула-1 — Гран-прі Бахрейну 2023
Гран-прі Бахрейну 2023 (офіційно — Formula 1 Gulf Air Bahrain Grand Prix 2023)  — автоперегони чемпіонату світу Формули-1, які відбулися 5 березня 2023 року на Міжнародному автодромі Бахрейну в Сахірі, Бахрейн. Це перший етап чемпіонату світу і дев'ятнадцяте Гран-прі Бахрейну в історії.
Переможцем гонки став нідерландець Макс Ферстаппен (Ред Булл - RBPT). Друге місце посів Серхіо Перес (Ред Булл - RBPT), а на 3-му місці фінішував Фернандо Алонсо (Астон Мартін - Мерседес).
Шарль Леклер, чинний переможець Гран-прі, не зміг фінішувати через проблеми з двигуном.

## Передісторія
Захід проходився протягом 3-5 березня 2023 року. Це був стартовий раунд чемпіонату світу 2023 Формули-1.

### Зміни в командах
Гонщики та команди були такими ж, як і в сезоні без додаткових гонщиків.
Оскар Піастрі, Нік де Вріс  і Логан Сарджент дебютували в сезоні Гран-прі Формули-1 за McLaren, AlphaTauri і Williams, відповідно, хоча Нік де Вріс дебютував у Формулі-1 на Гран-прі 2022 Італії за Williams.

### Зміни траси
Третя зона активації DRS була перенесена на 80 метрів далі, розташовуючись на 250 метрів після 15 повороту.

## Шини
Під час гран-прі було дозволено використовувати шини Pirelli C2, C3 і C4 (hard, medium і soft).
| Hard | Medium | Soft |
| ---- | ------ | ---- |

## Вільні заїзди
| Сесія | Лідер           | Конструктор             | Ш | Час      | Джерело |
| ----- | --------------- | ----------------------- | - | -------- | ------- |
| 1     | Серхіо Перес    | Ред Булл - RBPT         | P | 1:32.758 | [ 7 ]   |
| 2     | Фернандо Алонсо | Астон Мартін - Мерседес | P | 1:30.907 | [ 8 ]   |
| 3     | Фернандо Алонсо | Астон Мартін - Мерседес | P | 1:32.340 | [ 9 ]   |

## Кваліфікація
Кваліфікація відбулась 4 березня 2023 о 18:00 за місцевим часом (UTC+3).

### Коротко про кваліфікацію
На початку Q1 шматок передньої wheel brow боліда Шарля Леклера зірвався на 1 повороті, наприкінці п Q1 Ландо Норріс і Логан Сарджент встановили той самий час, щоб зайняти п'ятнадцяте і шістнадцяте місця, але Норріс потрапив до Q2, завершивши коло скоріше за Сарджента. Під час Q2, Александр Албон зійшов з траси на повороті 5/6/7, не встановивши час. Після перших заїздів Q3, Шарль Леклер зупинився і вибрався зі своєї Ferrari, зупинка викликана проблемами надійності боліда, але пізніше пілот повідомив, що команда ухвалила рішення зберегти набір шин для гонки. Зрештою, Макс Ферстаппен зайняв поул-позицію з часом 1:29.708.

#### Результати
| Місце                                       | №  | Пілот               | Конструктор             | Частина 1 | Частина 2 | Частина 3 | Старт |
| ------------------------------------------- | -- | ------------------- | ----------------------- | --------- | --------- | --------- | ----- |
| 1                                           | 1  | Макс Ферстаппен     | Ред Булл - RBPT         | 1:31.295  | 1:30.503  | 1:29.708  | 1     |
| 2                                           | 11 | Серхіо Перес        | Ред Булл - RBPT         | 1:31.479  | 1:30.746  | 1:29.846  | 2     |
| 3                                           | 16 | Шарль Леклер        | Феррарі                 | 1:31.094  | 1:30.282  | 1:30.000  | 3     |
| 4                                           | 55 | Карлос Сайнс (мол.) | Феррарі                 | 1:30.993  | 1:30.515  | 1:30.154  | 4     |
| 5                                           | 14 | Фернандо Алонсо     | Астон Мартін - Мерседес | 1:31.158  | 1:30.645  | 1:30.336  | 5     |
| 6                                           | 63 | Джордж Расселл      | Мерседес                | 1:31.057  | 1:30.507  | 1:30.340  | 6     |
| 7                                           | 44 | Льюїс Гамільтон     | Мерседес                | 1:31.543  | 1:30.513  | 1:30.384  | 7     |
| 8                                           | 18 | Ленс Стролл         | Астон Мартін - Мерседес | 1:31.184  | 1:31.127  | 1:30.836  | 8     |
| 9                                           | 31 | Естебан Окон        | Альпін - Рено           | 1:31.508  | 1:30.914  | 1:30.984  | 9     |
| 10                                          | 27 | Ніко Гюлькенберг    | Хаас - Феррарі          | 1:31.204  | 1:30.809  | Без часу  | 10    |
|                                             |    |                     |                         |           |           |           |       |
| 11                                          | 4  | Ландо Норріс        | Макларен - Мерседес     | 1:31.652  | 1:31.381  |           | 11    |
| 12                                          | 77 | Вальттері Боттас    | Альфа Ромео - Феррарі   | 1:31.504  | 1:31.443  |           | 12    |
| 13                                          | 24 | Чжоу Гуаньюй        | Альфа Ромео - Феррарі   | 1:31.615  | 1:31.473  |           | 13    |
| 14                                          | 22 | Юкі Цунода          | Альфа Таурі - RBPT      | 1:31.400  | 1:32.510  |           | 14    |
| 15                                          | 23 | Александр Албон     | Вільямс - Мерседес      | 1:31.461  | Без часу  |           | 15    |
|                                             |    |                     |                         |           |           |           |       |
| 16                                          | 2  | Логан Сарджент      | Вільямс - Мерседес      | 1:31.652  |           |           | 16    |
| 17                                          | 20 | Кевін Магнуссен     | Хаас - Феррарі          | 1:31.892  |           |           | 17    |
| 18                                          | 81 | Оскар Піастрі       | Макларен - Мерседес     | 1:32.101  |           |           | 18    |
| 19                                          | 21 | Нік де Вріс         | Альфа Таурі - RBPT      | 1:32.121  |           |           | 19    |
| 20                                          | 10 | П'єр Гаслі          | Альпін - Рено           | 1:32.181  |           |           | 20    |
| 107% від часу лідера першої сесії: 1:37.362 |    |                     |                         |           |           |           |       |
| Джерело:                                    |    |                     |                         |           |           |           |       |

## Гонка

### Коротко про гонку
Макс Ферстаппен який знаходився у першому рядку комфортно вів гонку, лише ненадовго втративши лідерство під час першого раунду піт-стопів. Серхіо Перес не поспішав на старті і поступився другим місцем Шарлю Леклеру. Фернандо Алонсо і Льюїс Гемілтон боролися за 4 місце, проте Алонсо вдарив його партнер по команді Ленс Стролл, в результаті чого обидва Астон Мартін втратили позиції. Алонсо вийшов на перше місце в битві з Джорджем Расселом на 13 колі. Обидва гонщики програли на піт-стопах Валттері Боттасу на Alfa Romeo.
Оскар Піастрі зійшов після 13 кола у своєму дебюті у Формулі-1 з електричним проблемами. Тим часом його товариш по команді Ландо Норріс також мав проблеми з двигуном, цього разу з гідравлікою, і провів шість піт-стопів для виправлення проблеми. Естебан Окон заробив п'ятисекундний пенальті за неправилье розташування на сітці. Він не відбув повних п'ять секунд у піт-стопі, і йому дали наступні десять секунд пенальті, а потім ще п'ять вдруге за перевищення швидкості в піт-лейні.
Перес пройшов Леклера на 26-му колі. Після другого раунду піт-стопів Стролл, який мчав зі зламаним зап'ястям, обігнав Рассела, оскільки останній вийшов з піт-лейну на холодних шинах, а Стролл перевзувся колом раніше. Алонсо і Гамільтон вступили в бій за п'яте місце. Алонсо обігнав Хемілтона в 4-й поворот на 37-му колі, перш ніж стався раптовий перезапуск на кутовому виході де Алонсо дозволив Хемілтону повернутися повз. Через одне коло Алонсо зняв обгін на 10-му повороті.
Гонка Леклера завершилася на 40-му колі, його машина зазнала механічних проблем, вивівши віртуальний автомобіль безпеки. Алонсо обігнав Карлоса Сайнса, використовуючи DRS. Тим часом П'єр Гаслі обігнав Александра Албона за дев'яте місце, стартувавши з останнього. Чжоу Гуаньюй опинився на передостанньому колі на soft type, і встановив найшвидше коло гонки на останньому колі. Першу перемогу на Міжнародному автодромі Бахрейну Ферстаппен здобув майже на дванадцять секунд від свого товариша по команді Переса. Алонсо посів третє місце, свій перший подіум після Гран-прі Катару 2021 року та перший після для Aston Martin Гран-прі Азербайджану 2021 року.

#### Результати
| Місце                                                                                  | №  | Пілот               | Конструктор             | Кола | Час/причина сходу | Старт | Очки |
| -------------------------------------------------------------------------------------- | -- | ------------------- | ----------------------- | ---- | ----------------- | ----- | ---- |
| 1                                                                                      | 1  | Макс Ферстаппен     | Ред Булл - RBPT         | 57   | 1:33:56.736       | 1     | 25   |
| 2                                                                                      | 11 | Серхіо Перес        | Ред Булл - RBPT         | 57   | +11.987           | 2     | 18   |
| 3                                                                                      | 14 | Фернандо Алонсо     | Астон Мартін - Мерседес | 57   | +38.637           | 5     | 15   |
| 4                                                                                      | 55 | Карлос Сайнс (мол.) | Феррарі                 | 57   | +48.052           | 4     | 12   |
| 5                                                                                      | 44 | Льюїс Гамільтон     | Мерседес                | 57   | +50.977           | 7     | 10   |
| 6                                                                                      | 18 | Ленс Стролл         | Астон Мартін - Мерседес | 57   | +54.502           | 8     | 8    |
| 7                                                                                      | 63 | Джордж Расселл      | Мерседес                | 57   | +55.873           | 6     | 6    |
| 8                                                                                      | 77 | Вальттері Боттас    | Альфа Ромео - Феррарі   | 57   | +1:12.647         | 12    | 4    |
| 9                                                                                      | 10 | П'єр Гаслі          | Альпін - Рено           | 57   | +1:13.753         | 20    | 2    |
| 10                                                                                     | 23 | Александр Албон     | Вільямс - Мерседес      | 57   | +1:29.774         | 15    | 1    |
| 11                                                                                     | 22 | Юкі Цунода          | Альфа Таурі - RBPT      | 56   | +1:30.870         | 14    |      |
| 12                                                                                     | 2  | Логан Сарджент      | Вільямс - Мерседес      | 56   | +1 коло           | 16    |      |
| 13                                                                                     | 20 | Кевін Магнуссен     | Хаас - Феррарі          | 56   | +1 коло           | 17    |      |
| 14                                                                                     | 21 | Нік де Вріс         | Альфа Таурі - RBPT      | 56   | +1 коло           | 19    |      |
| 15                                                                                     | 27 | Ніко Гюлькенберг    | Хаас - Феррарі          | 56   | +1 коло           | 10    |      |
| 16                                                                                     | 24 | Чжоу Гуаньюй        | Альфа Ромео - Феррарі   | 56   | +1 коло           | 13    |      |
| 17                                                                                     | 4  | Ландо Норріс        | Макларен - Мерседес     | 55   | +2 кола           | 11    |      |
| Схід                                                                                   | 31 | Естебан Окон        | Альпін - Рено           | 41   | Механічна         | 9     |      |
| Схід                                                                                   | 16 | Шарль Леклер        | Феррарі                 | 39   | Двигун            | 3     |      |
| Схід                                                                                   | 81 | Оскар Піастрі       | Макларен - Мерседес     | 13   | Електрична        | 18    |      |
| Найшвидше коло: Чжоу Гуаньюй (Альфа Ромео - Феррарі) - 1:33.996, поставлене на 56 колі |    |                     |                         |      |                   |       |      |
| Джерело:                                                                               |    |                     |                         |      |                   |       |      |

## Положення у чемпіонаті після гонки
| Місце   | Пілот               | Очки |
| ------- | ------------------- | ---- |
| 1       | Макс Ферстаппен     | 25   |
| 2       | Серхіо Перес        | 18   |
| 3       | Фернандо Алонсо     | 15   |
| 4       | Карлос Сайнс (мол.) | 12   |
| 5       | Льюїс Гамільтон     | 10   |
| Джерело |                     |      |

| Місце   | Конструктор             | Очки |
| ------- | ----------------------- | ---- |
| 1       | Ред Булл - RBPT         | 43   |
| 2       | Астон Мартін - Мерседес | 23   |
| 3       | Мерседес                | 16   |
| 4       | Феррарі                 | 12   |
| 5       | Альфа Ромео - Феррарі   | 4    |
| Джерело |                         |      |